# Personal LaserWriter

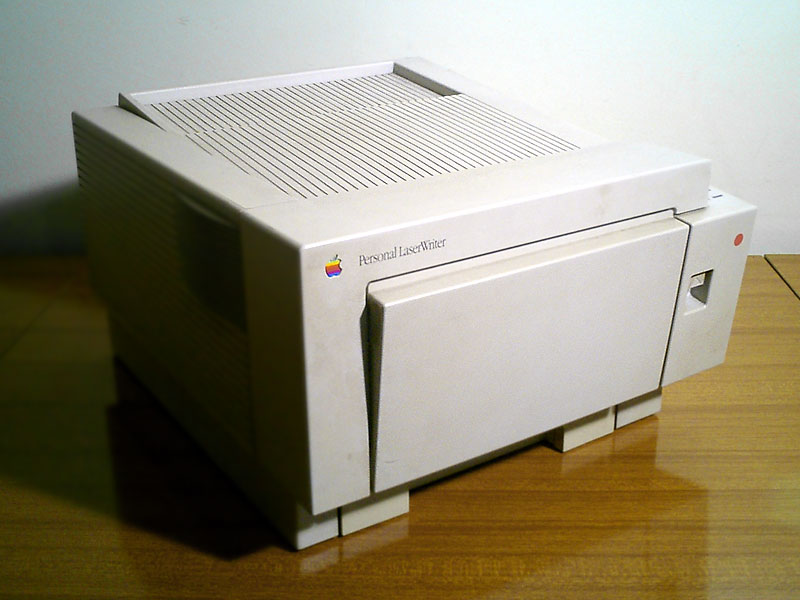

Personal LaserWriter è stata una famiglia di stampanti laser prodotte da Apple. Nel 1990 Apple decise di realizzare una versione economica delle sue stampanti laser e presentò la Personal LaserWriter SC. Queste stampanti erano indirizzate verso gli utenti evoluti o i piccoli uffici. La qualità era inferiore alle stampanti LaserWriter ma anche il prezzo era inferiore. Il primo modello che venne presentato utilizzava come processore un lento Motorola 68000 e non supportava la rete locale. I modelli successivi utilizzarono anche prestanti processori RISC della AMD e supportarono le reti locali LocalTalk ma nessuna stampante di questa famiglia supporto mai la connessione ethernet dato che quel tipo di rete era riservato alle stampanti di fascia superiore. La riduzione dei margini di guadagno sulle stampanti spinse Apple a uscire dal mercato e nel 1995 dismesse anche la Personal LaserWriter 320 l'ultima stampante di questa famiglia.

## Elenco modelli
- Personal LaserWriter SC
- Personal LaserWriter LS
- Personal LaserWriter NT
- Personal LaserWriter NTR
- Personal LaserWriter 300
- Personal LaserWriter 320